# Mercedes-Benz W 133 III
Der Mercedes-Benz W 133 III, genannt Typ 170 VG, war ein Kübelwagen für den Geländeeinsatz, der 1935 von Daimler-Benz für militärische Zwecke aus dem Typ 170 V entwickelt wurde.
Sein Radstand beträgt 2600 mm und seine Frontpartie mit senkrecht stehendem Kühlergrill erinnert an die LKW der Marke Mercedes-Benz. Er hat den seitengesteuerten 1,7-Liter-Vierzylinder-Reihenmotor des Typs 170 V mit einer Verdichtung von 6,5:1 und einer Leistung von 38 PS (28 kW) bei 3400/min. Der Motor entwickelt ein maximales Drehmoment von 100 Nm (10,2 mkp) bei einer Drehzahl von 1800/min. Ein unsynchronisiertes Vier- oder Fünfgang-Getriebe leitet die Kraft an die Hinterräder oder wahlweise an alle vier Räder weiter. Für das Getriebe und die Zuschaltung des Vorderradantriebs gibt es zwei Schaltknüppel in der Wagenmitte. Die Hinterräder hängen an einer schraubengefederten Pendelachse. Die Vorderachse hat zwei Querblattfedern. Alle vier Räder haben hydraulische Bremsen.
Die Wagen mit Fünfganggetriebe erreichen im Betrieb mit zwei angetriebenen Rädern 90 km/h, im Allradbetrieb 55 km/h. Die Version mit Vierganggetriebe schafft 110 km/h bzw. 60 km/h.
Das Heereswaffenamt (HWA) bestellte 62 Fahrzeuge zur Erprobung bei der Wehrmacht, zeigte jedoch kein Interesse an einer weiteren Beschaffung. Zur gleichen Zeit begannen im Auftrag des HWA die Stoewer-Werke in Stettin mit der Entwicklung des leichten Einheits-PKW.